# Carga (militar)

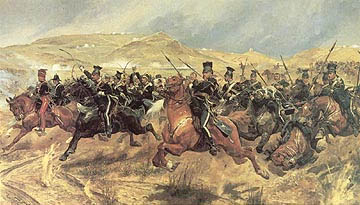
Carga da Cavalaria Ligeira
pintura de Richard Caton Woodville (1825-1855)

Carga é um termo militar que identifica uma manobra no campo de batalha em que tropas avançam sobre os seus inimigos em velocidade buscando o engajamento em combate.
A carga tem sido a tática decisiva na maioria das batalhas da história.
Na guerra moderna geralmente o ataque envolvem pequenos grupos contra posições individuais fortificadas em vez de grandes grupos de combatentes entrando em choque com outro grupo ou uma linha fortificada.